# Boladé Apithy
Boladé Rudy Apithy (ur. 21 sierpnia 1985 w Dijon) – francuski szablista, wielokrotny medalista mistrzostw Europy.
W 2008 roku zdobył srebro drużynowo na mistrzostwach Europy w Kijowie. Na rozgrywanych rok później mistrzostwach Europy w Płowdiwie był trzeci drużynowo. Ponadto był drugi indywidualnie na mistrzostwach Europy w Sheffield (2011) oraz trzeci na mistrzostwach Europy w Lipsku (2010) i mistrzostwach Europy w Antalyi (2022).
Wystartował na igrzyskach olimpijskich w Londynie w 2012 roku, gdzie w turnieju indywidualnym odpadł w drugiej rundzie. Brał też udział w igrzyskach olimpijskich w Tokio w 2020 roku, gdzie indywidualnie był osiemnasty.
Zdobył również złoty medal drużynowo na igrzyskach europejskich w Krakowie (2023). 